# Alpidy bałkańskie
Alpidy bałkańskie – góry powstałe w orogenezie alpejskiej, znajdujące się na obszarze Bałkanów.
Na północy łączą się ze strukturami Karpat Południowych, a na północnym zachodzie ze strukturami Alp. W obrębie Alpidów bałkańskich wyróżnia się: Dynarydy, Albanidy, Hellenidy, Bałkanidy, Rodopidy.

## Literatura
- Włodzimierz Mizerski, "Geologia regionalna kontynentów", Warszawa 2004, ISBN 83-01-14339-8